# Bartolomeo Avanzini

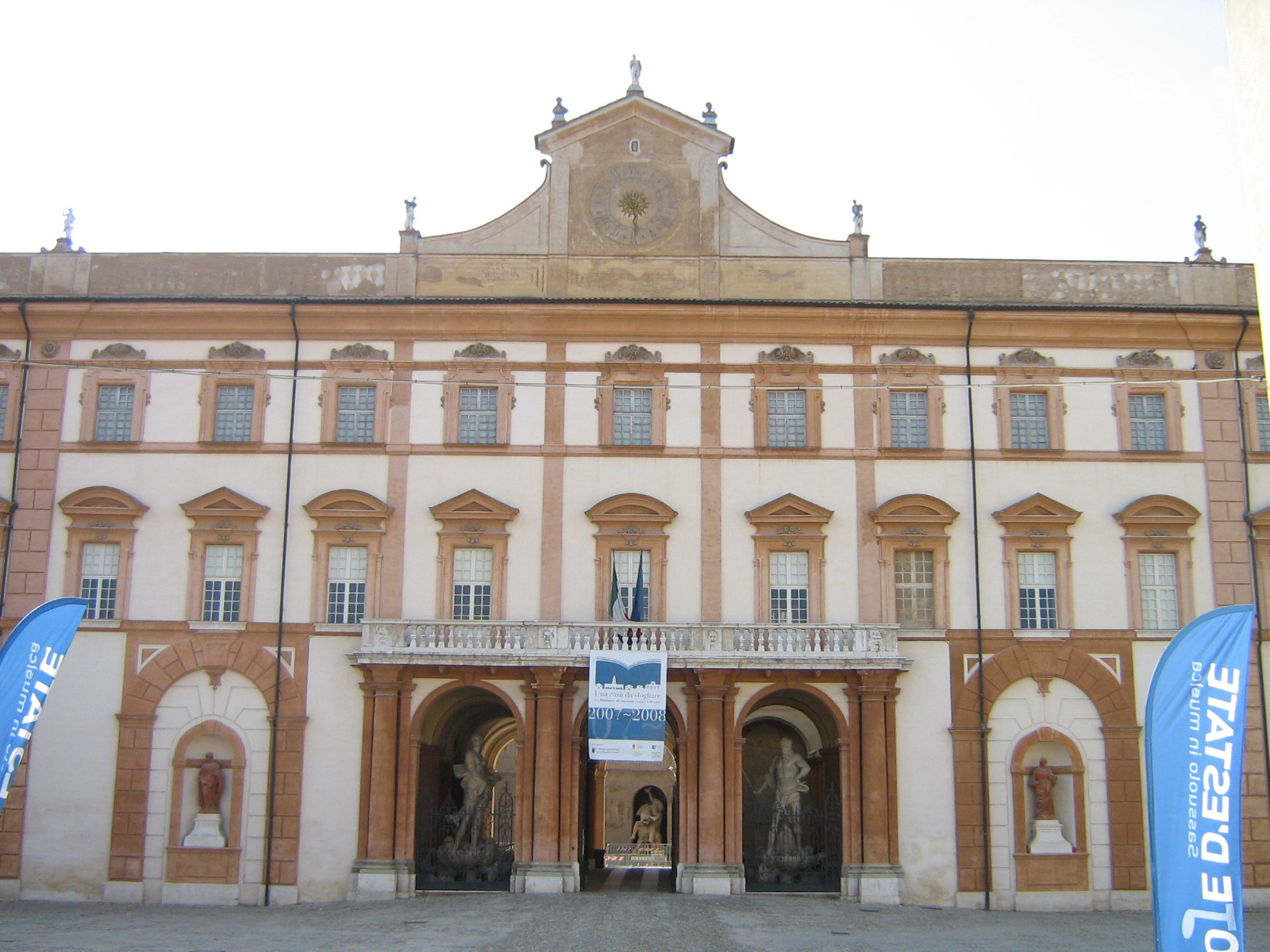
Herzogspalast Sassuolo

Bartolomeo Avanzini (* 1608; † 1658) war ein italienischer Architekt des Barock-Zeitalters, der hauptsächlich in Modena, Sassuolo und Reggio nell’Emilia tätig war.
Avanzini war beteiligt am Bau des Palazzo Ducale (Modena).
Weitere Bauten:
- Palazzo Ducale in Sassuolo
- Palazzo Vescovile (Bischofs-Palast) in Reggio Emilia
- Palazzo Busetti in Reggio Emilia
- Kirche Santi Carlo e Agata in Reggio Emilia